# Lijst van voetbalinterlands Tahiti - Uruguay
Deze lijst van voetbalinterlands is een overzicht van alle officiële voetbalwedstrijden tussen de nationale teams van Tahiti en Uruguay. De landen hebben tot op heden een keer tegen elkaar gespeeld. Dat was een groepswedstrijd tijdens de FIFA Confederations Cup 2013 op 23 juni 2013 in Recife (Brazilië).

## Wedstrijden
| № | Plaats | Datum        | Competitie                   | Wedstrijd        | Uitslag |
| - | ------ | ------------ | ---------------------------- | ---------------- | ------- |
| 1 | Recife | 23 juni 2013 | FIFA Confederations Cup 2013 | Uruguay – Tahiti | 8 – 0   |

## Samenvatting
| Competitie              | Totaal gespeeld | Winst Tahiti | Gelijk | Winst Uruguay | Doelsaldo Tahiti – Uruguay |
| ----------------------- | --------------- | ------------ | ------ | ------------- | -------------------------- |
| FIFA Confederations Cup | 1               | 0            | 0      | 1             | 0 − 8                      |
| Totaal                  | 1               | 0            | 0      | 1             | 0 − 8                      |

## Details

### Eerste ontmoeting
| FIFA Confederations Cup 2013 (Recife, Brazilië, 23 juni 2013): |              | |
| Uruguay | 8 – 0        | Tahiti |
| Abel Hernández 2' Abel Hernández 24' Diego Pérez 27' Abel Hernández 45+1' Nicolás Lodeiro 61' Abel Hernández 67' (pen.) Luis Suárez 82' Luis Suárez 90'                      | goals        | |
| Oscar Tabárez | bondscoach   | Edy Etaeta |
| Martín Silva Matías Aguirregaray Andrés Scotti Sebastián Coates Álvaro Pereira Diego Pérez Walter Gargano Sebastián Eguren Gastón Ramírez 69' Nicolás Lodeiro Abel Hernández | opstellingen | Gilbert Meriel Vincent Simon Jonahan Tehau Nicolas Vallar Teheivarii Ludivion 53' Ricky Aitamai Henri Caroine Marama Vahirua 88' Samuel Hnanyine Steevy Chong Hue 71' Lorenzo Tehau |
| Luis Suárez 69' | wissels      | 53' Edson Lemaire 71' Stanley Attani 88' Yohann Tihoni |
| Diego Pérez 81' | gele kaarten | 49' Nicolas Vallar 66' Steevy Chong Hue |
| Andrés Scotti 41', 50' | rode kaarten | 8', 60' Teheivarii Ludivion |
| - Andrés Scotti mist in de 50e minuut een strafschop namens Uruguay. |              | |

FTF · 
A-internationals · 
Tahitiaans vrouwenelftal
1989 – 1999 · 
2000 – 2009 · 
2010 – 2019
Amerikaans-Samoa ·
Australië ·
Cookeilanden ·
Fiji ·
Nieuw-Caledonië ·
Nieuw-Zeeland ·
Nigeria ·
Papoea-Nieuw-Guinea ·
Salomonseilanden ·
Samoa ·
Spanje ·
Tonga ·
Uruguay ·
Vanuatu
AUF · A-internationals · Selecties · Bondscoaches · Uruguayaans vrouwenelftal · Olympisch elftal · Uruguay U21 · Uruguay U20 · Uruguay U19 · Uruguay U18 · Uruguay U17
1900 – 1909 ·
1910 – 1919 ·
1920 – 1929 ·
1930 – 1939 ·
1940 – 1949 ·
1950 – 1959 ·
1960 – 1969 ·
1970 – 1979 ·
1980 – 1989 ·
1990 – 1999 ·
2000 – 2009 ·
2010 – 2019 ·
2020 – 2029
WK 1930 · 
WK 1950 · 
WK 1954 · 
WK 1962 · 
WK 1966 · 
WK 1970 ·
WK 1974 · 
WK 1986 · 
WK 1990 · 
WK 2002 · 
WK 2010 · 
WK 2014 · 
WK 2018
OS 1924 · 
OS 1928 ·
OS 2012
1902 · 
1903 · 
1904 · 
1905 · 
1906 · 
1907 · 
1908 · 
1909 ·
1910 · 
1911 · 
1912 · 
1913 · 
1914 · 
1915 · 
1916 · 
1917 · 
1918 · 
1919 ·
1920 · 
1921 · 
1922 · 
1923 · 
1924 · 
1925 · 
1926 · 
1927 · 
1928 · 
1929 ·
1930 · 
1931 · 
1932 · 
1933 · 
1934 · 
1935 · 
1936 · 
1937 · 
1938 · 
1939 ·
1940 · 
1941 · 
1942 · 
1943 · 
1944 · 
1945 · 
1946 · 
1947 · 
1948 · 
1949 ·
1950 · 
1951 · 
1952 · 
1953 · 
1954 · 
1955 · 
1956 · 
1957 · 
1958 · 
1959 ·
1960 · 
1961 · 
1962 · 
1963 · 
1964 · 
1965 · 
1966 · 
1967 · 
1968 · 
1969 ·
1970 · 
1971 · 
1972 · 
1973 · 
1974 · 
1975 · 
1976 · 
1977 · 
1978 · 
1979 ·
1980 · 
1981 · 
1982 · 
1983 · 
1984 · 
1985 · 
1986 · 
1987 · 
1988 · 
1989 ·
1990 ·
1991 · 
1992 · 
1993 · 
1994 · 
1995 · 
1996 · 
1997 · 
1998 · 
1999 · 
2000 · 
2001 · 
2002 · 
2003 · 
2004 · 
2005 · 
2006 · 
2007 · 
2008 · 
2009 · 
2010 · 
2011 · 
2012 · 
2013 · 
2014 · 
2015 · 
2016 ·
2017 ·
2018 ·
2019 ·
2020 ·
2021 ·
2022 ·
2023 ·
2024
Algerije ·
Angola ·
Argentinië ·
Australië ·
België ·
Bolivia ·
Brazilië ·
Bulgarije ·
Canada ·
Chili ·
China ·
Colombia ·
Costa Rica ·
Cuba ·
DDR ·
Denemarken ·
Duitsland ·
Ecuador ·
Egypte ·
Engeland ·
Estland ·
 Finland ·
Frankrijk ·
Georgië ·
Ghana ·
Guatemala ·
Haïti ·
Honduras ·
Hongarije ·
Ierland ·
India ·
Indonesië ·
Irak ·
Iran ·
Israël ·
Italië ·
Ivoorkust ·
Jamaica ·
Japan ·
Joegoslavië ·
Jordanië ·
Libië ·
Luxemburg ·
Maleisië ·
Mexico ·
Marokko ·
Nederland ·
Nicaragua ·
Nieuw-Zeeland ·
Nigeria ·
Noord-Ierland ·
Noorwegen ·
Oekraïne ·
Oezbekistan ·
Oman ·
Oostenrijk ·
Panama ·
Paraguay ·
Peru ·
Polen ·
Portugal ·
Roemenië ·
Rusland ·
Saarland ·
Saoedi-Arabië ·
Schotland ·
Senegal ·
Servië & Montenegro ·
Singapore ·
Slovenië ·
Sovjet-Unie ·
Spanje ·
Tahiti ·
Thailand ·
Trinidad en Tobago · 
Tsjechië ·
Tsjecho-Slowakije ·
Tunesië · 
Turkije ·
Venezuela ·
Verenigde Arabische Emiraten ·
Verenigde Staten ·
Wales ·
Zuid-Afrika ·
Zuid-Korea ·
Zweden ·
Zwitserland
Argentinië (1986) ·
België (1990) ·
Brazilië (1950) · 
Colombia (2014) ·
Costa Rica (2014) ·
Denemarken (1986) ·
Denemarken (2002) ·
Duitsland (2010) ·
Egypte (2018) ·
Engeland (2014) ·
Frankrijk (2002) ·
Frankrijk (2010) ·
Frankrijk (2018) ·
Ghana (2010) ·
Italië (1990) ·
Italië (2014) ·
Mexico (2010) ·
Nederland (1974) ·
Nederland (2010) ·
Portugal (2018) ·
Rusland (2018) ·
Saoedi-Arabië (2018) ·
Schotland (1986) ·
Senegal (2002) ·
Spanje (1990) ·
West-Duitsland (1986) ·
Zuid-Afrika (2010) ·
Zuid-Korea (1990) ·
Zuid-Korea (2010)